# 首义路站
首義路站位於中华人民共和国湖北省武汉市武昌区，是武汉地铁4号线的地铁车站。

## 車站結構
車站位於張之洞路與首義路交叉口，為地下島側混合式車站：地下一層為站廳，地下二層為站台，共設五個出入口。

### 樓層分布
| 地面     | 地面                       | 出入口                                     |  |  |
| 地下一层 | 站廳                       | 售票機、客服中心、武漢通充值、洗手間       |  |  |
| 地下二层 |                            | █ 4号线 往柏林（復興路）                   |  |  |
|          | 岛式站台，左侧开门         |                                            |  |  |
|          |                            | 車輛存車線                                 |  |  |
|          |                            | █ 4号线 往武漢火車站（下一站：武昌火車站） |  |  |
|          | 側式站台，右側車門將會打開 |                                            |  |  |

### 車站特色
本站是4號線二期五個特色站之一，裝修主題為「紅色首義」。

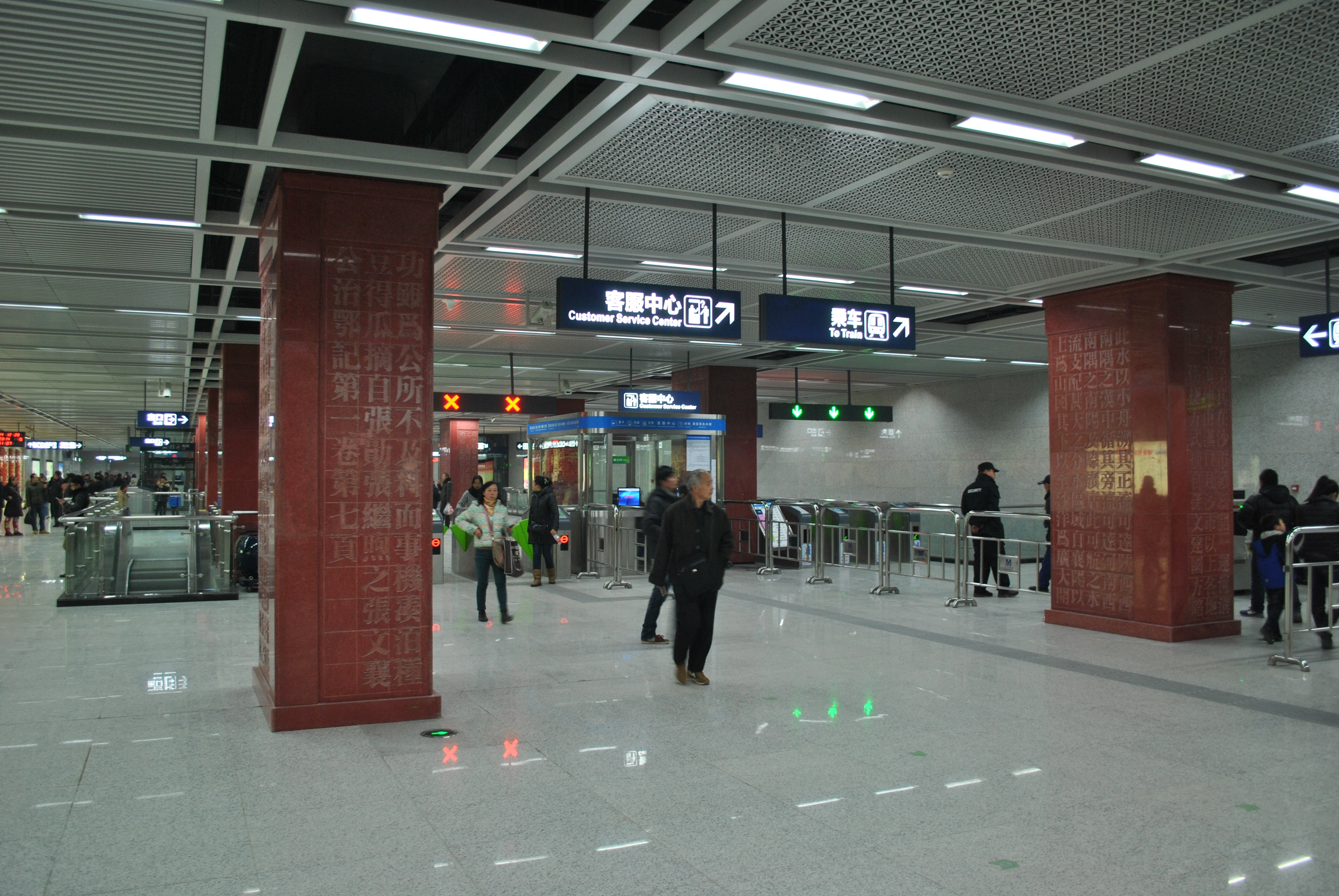
站廳層
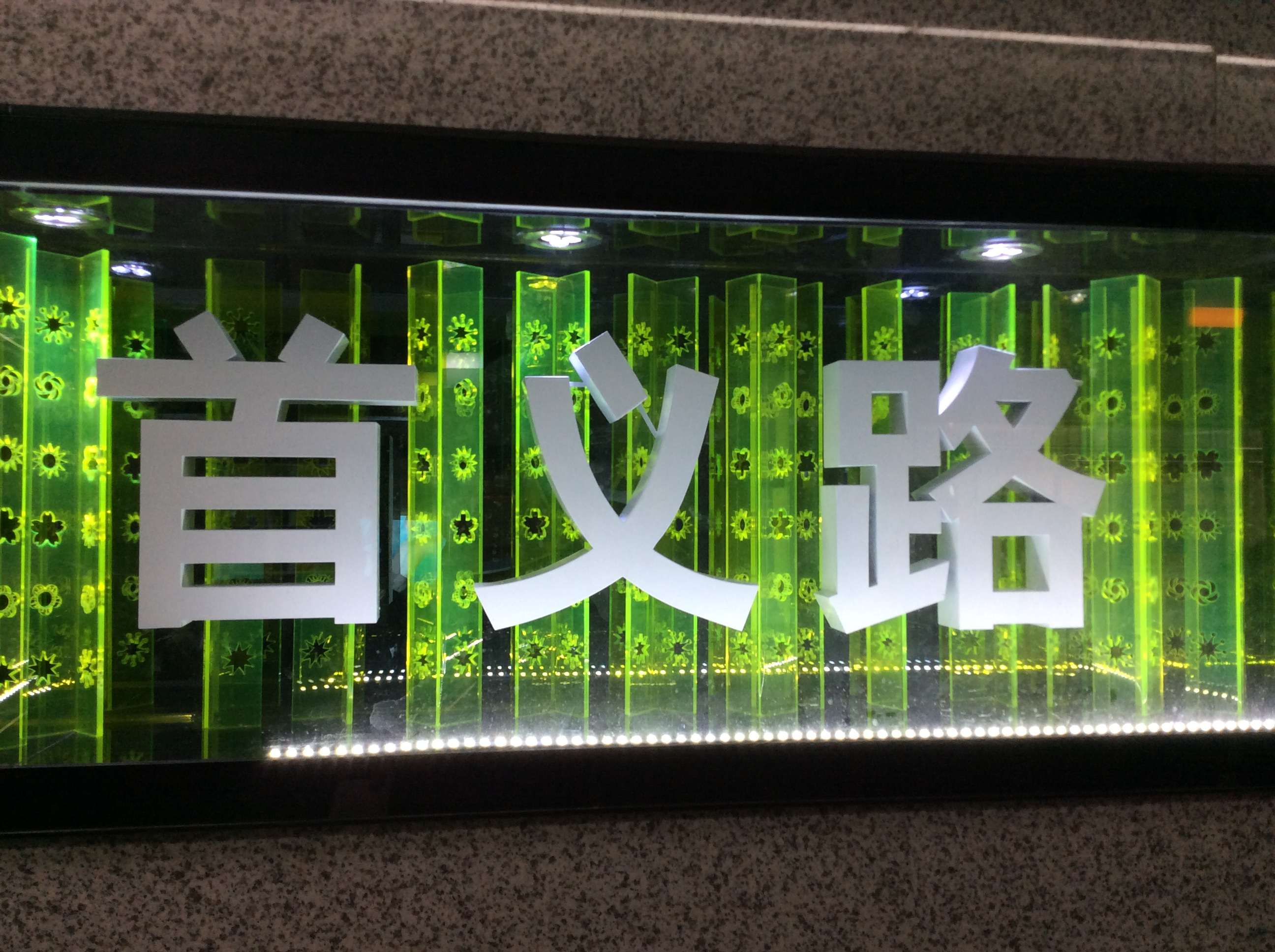
立體字
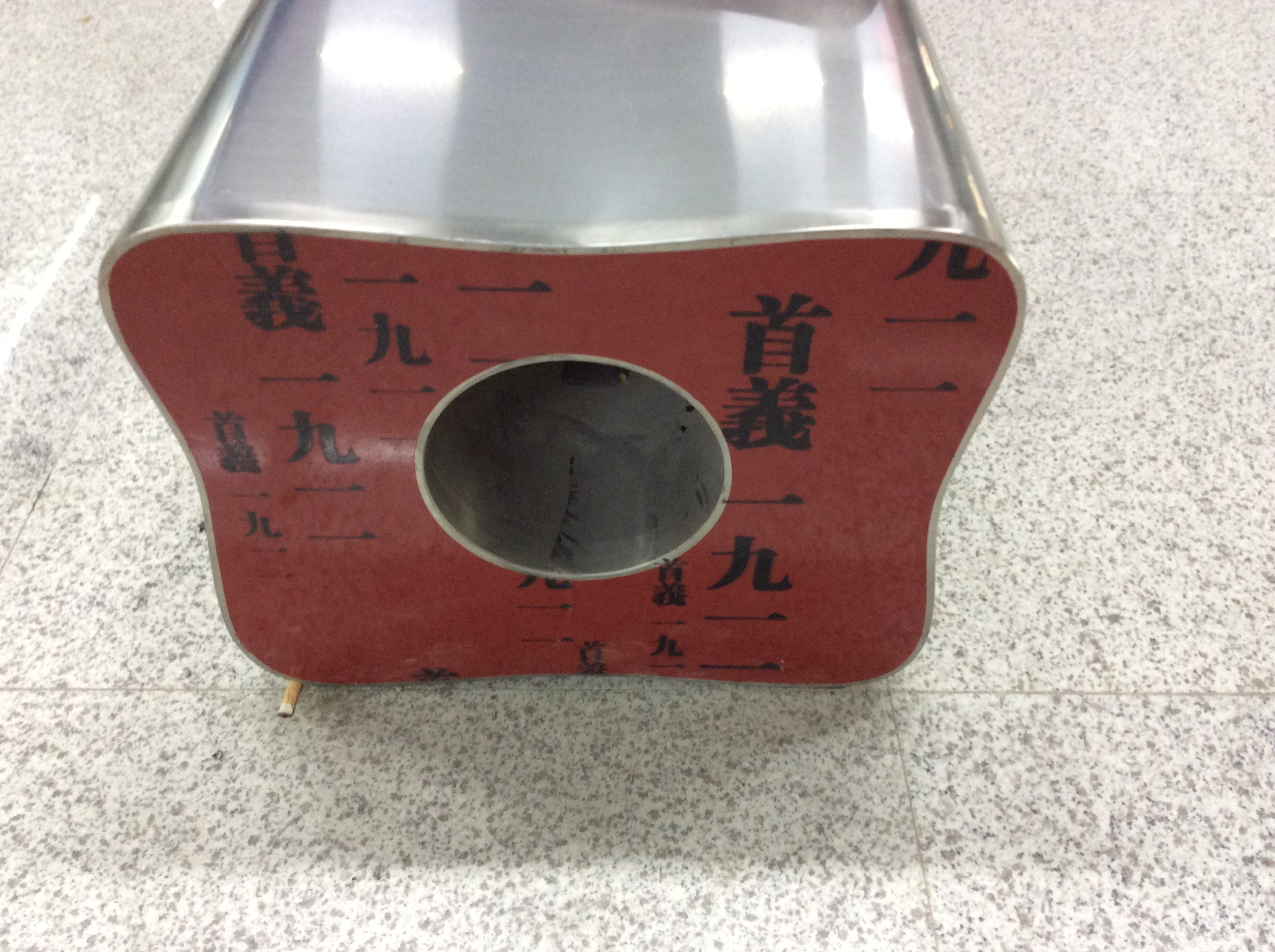
首義路站的特色凳子

### 車站出口
| 出口資訊                                        |      |      |                                                                                 |
| 出口編號                                        | 設施 | 照片 | 建議前往的目的地                                                                |
| A                                               |      |      | 首義路 張之洞路、武漢市武昌區首義中學、紫陽公園                                 |
| B                                               |      |      | 首義路 張之洞路、武漢市武昌區文體局                                             |
| C                                               |      |      | 首義路 張之洞路、中山路、中國艦船研究設計中心                                   |
| D                                               |      |      | 首義路 張之洞路、千家街、武漢市首義路派出所、婦幼保健院                         |
| E                                               |      |      | 張之洞路 首義路、楚善街、武漢市第39中學、武漢市質檢局、首義廣場、辛亥革命博物館 |
| 注： 設有升降機 \| 設有輪椅升降台 \| 設有洗手間 |      |      |                                                                                 |

## 營運資訊
- 4号线首末班车时间

### 內部連結
- 武漢地鐵車站列表

### 外部連結
- 武漢地鐵官方網站（存檔）